# Tesla (band)
Tesla is een Amerikaanse hardrockband, die in 1984 in Sacramento (Californië) is opgericht. De band wordt vaak geassocieerd met de hairmetal-beweging uit de jaren 80. Zelf hebben ze altijd ontkend daar ook maar iets mee te maken hebben. Al klinken ze wel als een typische Amerikaanse hardrockband uit die tijd, ze halen ook veel invloeden uit andere muziek. Zo zijn er veel invloeden van typische jaren 70-rockbands (zoals Led Zeppelin en The Who), blues-invloeden en zelfs hier en daar country-invloeden in hun muziek (er wordt bijvoorbeeld af en toe gebruikgemaakt van slidegitaar).

## Discografie
- Mechanical Resonance (1986)[1]
- The Great Radio Controversy (1989)
- Five Man Acoustical Jam (1990)
- Psychotic Supper (1991)
- Bust a Nut (1994)
- Standing Room Only (2002)
- RePlugged LIVE (2001)
- Into the Now (2004)
- Real to Reel, Vol. 1 (2007)
- Real to Reel, Vol. 2 (2007)
- A Peace of Time (2007)
- Forever More (2008)
- Alive In Europe (2010)
- Twisted Wires & the acoustic sessions... (2011)
- Simplicity[2]

## Bezetting
- Jeff Keith - zang
- Brian Wheat - basgitaar, achtergrondzang
- Frank Hannon - gitaar, keyboard, achtergrondzang
- Dave Rude - gitaar
- Troy Luccketta - drum en percussie